# Rezerwat przyrody Madohora

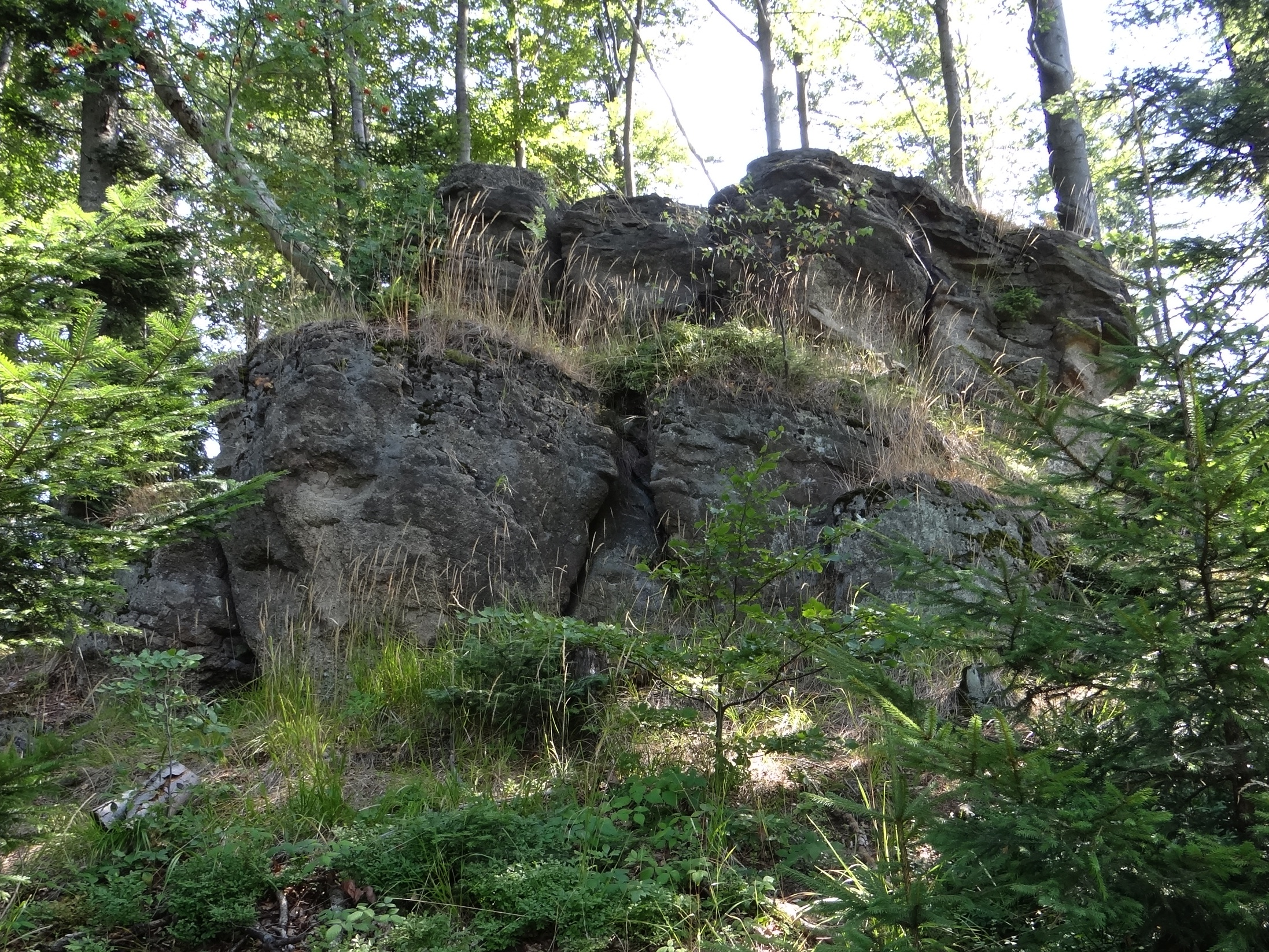
Skałki Znalezisko

Rezerwat Madohora – rezerwat przyrody znajdujący się na terenie Parku Krajobrazowego Beskidu Małego i obszaru Natura 2000 PLH240023 Beskid Mały, obejmuje partie szczytowe oraz zbocza Łamanej Skały (Madohora). Rezerwat leży na terenie gmin: Ślemień (województwo śląskie) i Andrychów (województwo małopolskie). Obszar rezerwatu podlega ochronie ścisłej.

## Budowa geologiczna
W części szczytowej występują wychodnie skalne zbudowane z piaskowców i zlepieńców warstw istebniańskich dolnych dochodzące do kilkunastu metrów wysokości. W niżej położonych częściach rezerwatu występują piaskowce godulskie. Znajdują się tu ciekawe formy skalne. Gleby w części szczytowej mają odczyn silnie kwaśny (związane jest to z występowaniem świerczyny górnoreglowej), w niższych partiach gleba bielicowa i brunatna, a w okolicy źródeł gleby torfiaste i glejowe.

## Przyroda
- Gatunki mszaków znajdujące się na „Czerwonej liście mchów zagrożonych w Polsce”: Dicranella humilis, Rhabdoweissia crispata
- Paprotniki, rośliny nagonasienne i okrytonasienne są tu reprezentowane przez 129 gatunków. Oto kilka podlegających ścisłej ochronie: omieg górski, podrzeń żebrowiec, widłak wroniec, widłak jałowcowaty, widłak goździsty
- Kilka gatunków roślin podlegających częściowej ochronie: kopytnik pospolity, goryczka trojeściowa, paprotka zwyczajna, pierwiosnek wyniosły
- Drzewostan składa się ze starzejącej się generacji świerka pospolitego (Picea excelsa) prawdopodobnie naturalnego pochodzenia, stopniowo zastępowanego naturalnym odnowieniem jodły, jarzębiny, buka i jaworu. Wyróżniony przez prof. Myczkowskiego zespół roślinny nawiązujący florystycznie do górnoreglowego boru świerkowego ulega stopniowym przemianom w kierunku dolnoreglowego boru jodłowo-świerkowego.
- Fauna: Z większych ssaków w rejonie rezerwatu czasami pojawia się jeleń, sarna, dzik, borsuk, z mniejszych stwierdzono występowanie 3 gatunków ryjówek i kuny leśnej[4]. Występują 42 gatunki ptaków (w tym tylko trzy nie podlegające ochronie), 4 gatunki gadów i 6 gatunków płazów.

## Historia
Rezerwat powstał w 1960 r. dzięki staraniom prof. Stefana Myczkowskiego, który zwrócił uwagę na doskonale zachowany drzewostan Madahory i Gronia Jana Pawła II. Teren rezerwatu zarządzany jest przez nadleśnictwa: Andrychów i Jeleśnia.

## Turystyka
Rezerwat przecinają szlaki:
czerwony szlak  – idący z Leskowca przez Przełęcz Kocierską do Kozubnika
niebieski szlak  – rozpoczynający się na terenie rezerwatu, biegnący do Ślemienia
zielony szlak  – idący z Targoszowa przez Gibasy, Przełęcz Kocierską, Bukowski Groń do Porąbki
W pobliżu (ok. 45 minut drogi) znajduje się studenckie schronisko „Pod Potrójną”.